# 香川県道・徳島県道2号津田川島線
香川県道・徳島県道2号津田川島線（かがわけんどう・とくしまけんどう2ごう つだかわしません）は、香川県さぬき市から徳島県吉野川市に至る県道（主要地方道）である。

## 概要
さぬき市津田町鶴羽にある国道11号との西町交差点が起点。交差点の南へ当路線に入るとすぐに四国旅客鉄道（JR四国）高徳線の踏切がある。続いて火山の東側の相地峠（標高77m）を越える。途中、津田の松原サービスエリアへの接続路がある。峠を下りしばらく進むと津田川に出会い、これに沿って行くと途中に大川ダムがある。そこから山道となり、日下峠を越えて東かがわ市五名で国道377号との重複区間となり湊川の五名ダムの上流方向（南西）へ進む。途中大坂峠（標高289.9m）を越えた後、五名トンネルに入る直前の交差点で国道377号で分かれて阿波市市場町大影に入る。
現在、阿波市以北は2車線（さぬき市の一部を除く）であり整備はされているが、阿波市と吉野川市の間は善入寺島をはさみ2本の潜水橋を渡るため狭路となっている。大型車などの迂回には徳島県道125号市場学停車場線の阿波麻植大橋を使うことになる。

### 路線データ
- 起点：香川県さぬき市津田町鶴羽（西町交差点・国道11号交点）
- 終点：徳島県吉野川市川島町川島（城山交差点・国道192号交点）
- 陸上距離：15.950 km（香川県道区間）17.235 km（徳島県道区間[平成29年徳島県道路現況調書]、他に旧道2.092 km）

## 歴史
- 1959年1月31日、現在の区間に徳島県道・香川県道市場津田線および徳島県道市場川島線が認定。
- 1965年12月28日、2路線を統合し、香川県道・徳島県道津田川島線として認定。
- 1972年3月10日、路線番号統一のための再編により香川県道・徳島県道2号津田川島線として再認定。
- 1993年（平成5年）5月11日 - 建設省から、県道津田川島線が津田川島線として主要地方道に指定される[1]。

## 路線状況

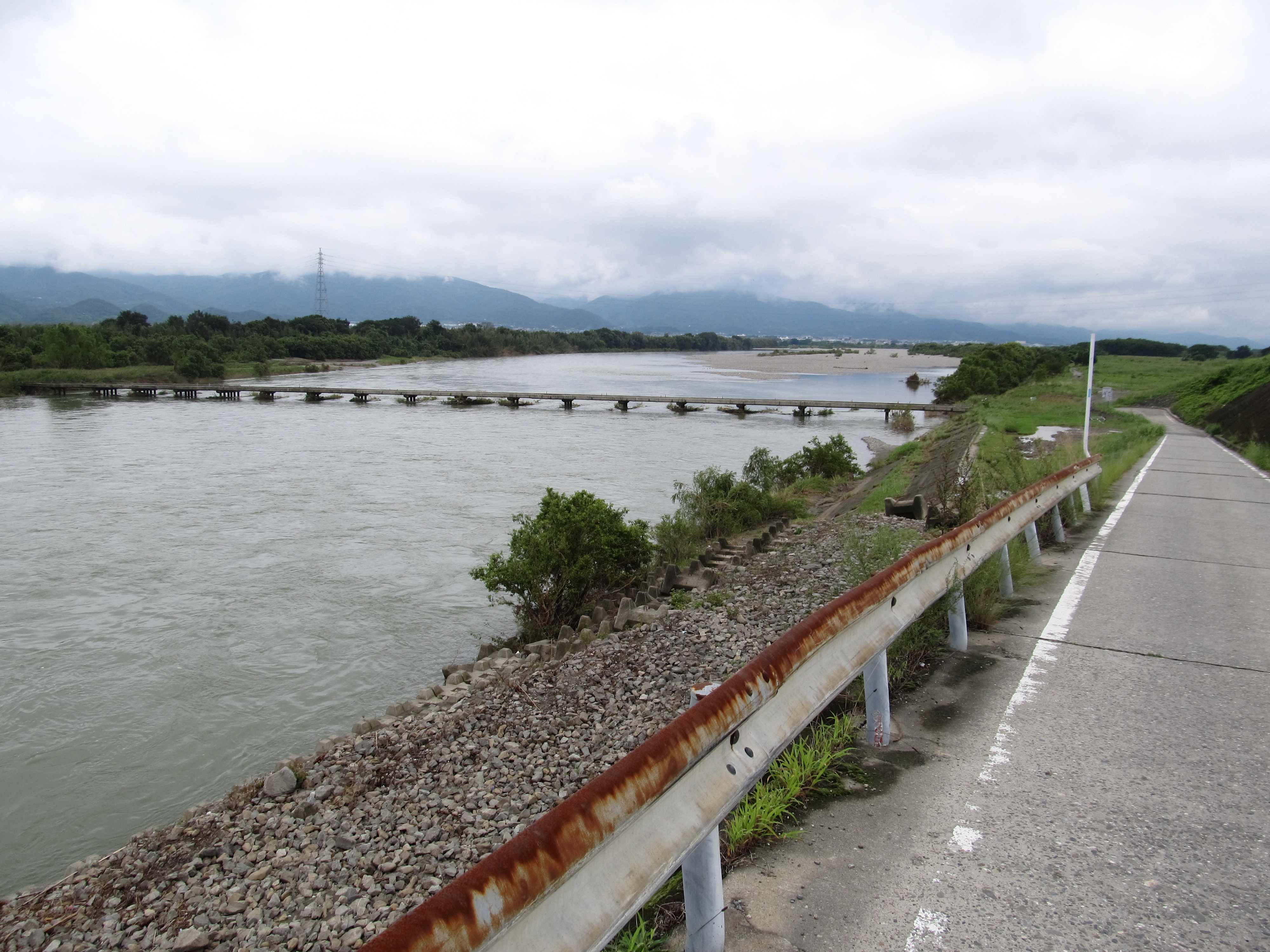
吉野川に架かる潜水橋・川島橋（徳島県道2号の一部）

### 重複区間
- 香川県道10号高松長尾大内線（香川県さぬき市大川町富田中・富田東交差点 - さぬき市大川町田面・田面交差点）
- 国道377号（香川県東かがわ市五名・鈴竹 - 五名トンネル東）
- 徳島県道246号仁賀木山瀬停車場線（徳島県阿波市市場町犬墓 - 阿波市市場町上喜来
- 徳島県道12号鳴門池田線（徳島県阿波市阿波町平川原北・日開谷橋東詰 - 阿波市市場町香美
- 徳島県道125号市場学停車場線（徳島県阿波市市場町香美）
- 徳島県道138号香美吉野線（徳島県阿波市市場町香美）
- 徳島県道237号切幡川島線（阿波市・川島潜水橋 - 吉野川市川島町川島）

### 橋梁
- 千田潜水橋（徳島県阿波市）
- 川島潜水橋（徳島県吉野川市）

## 地理

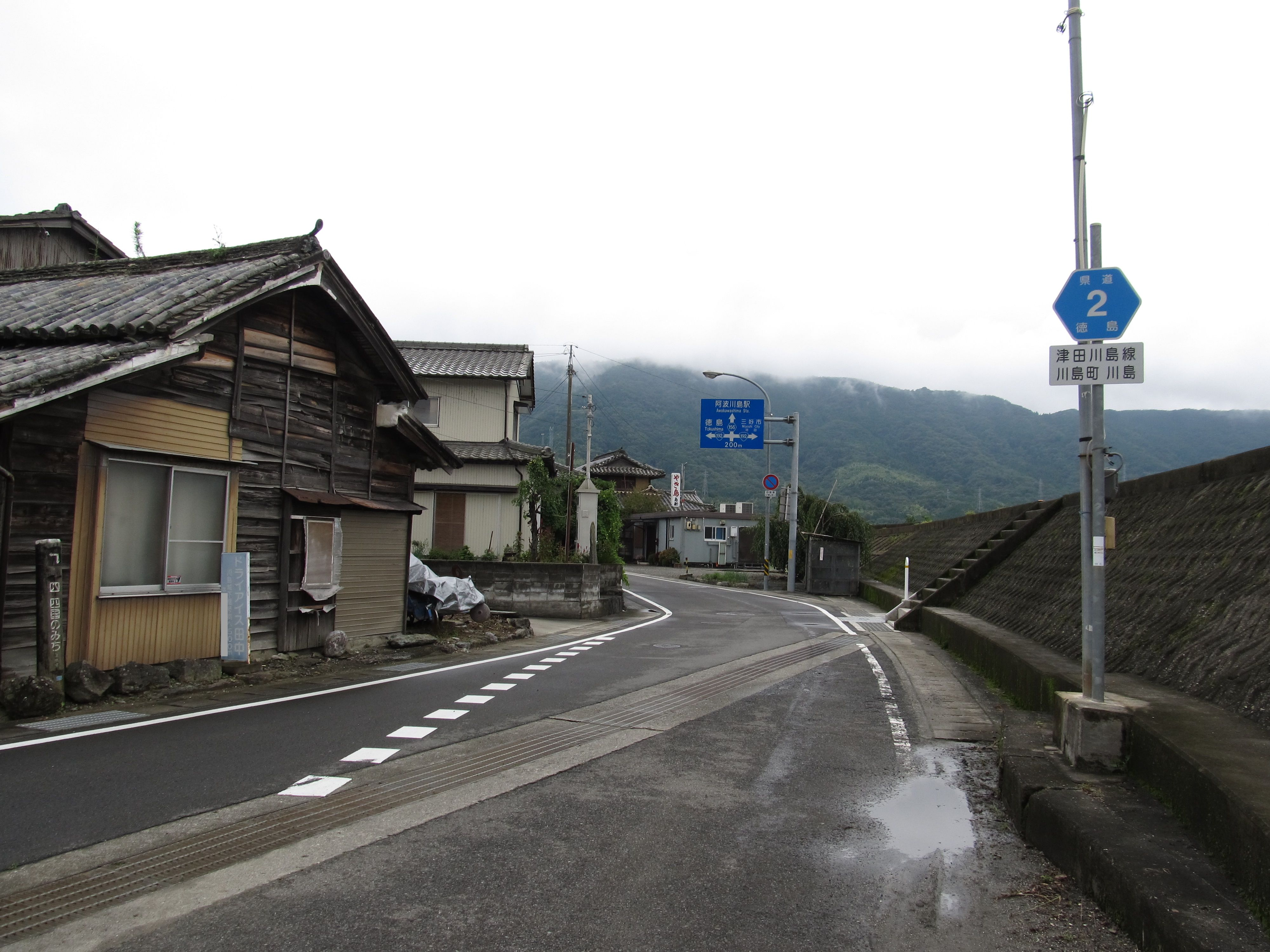
吉野川市川島町川島、終点近く

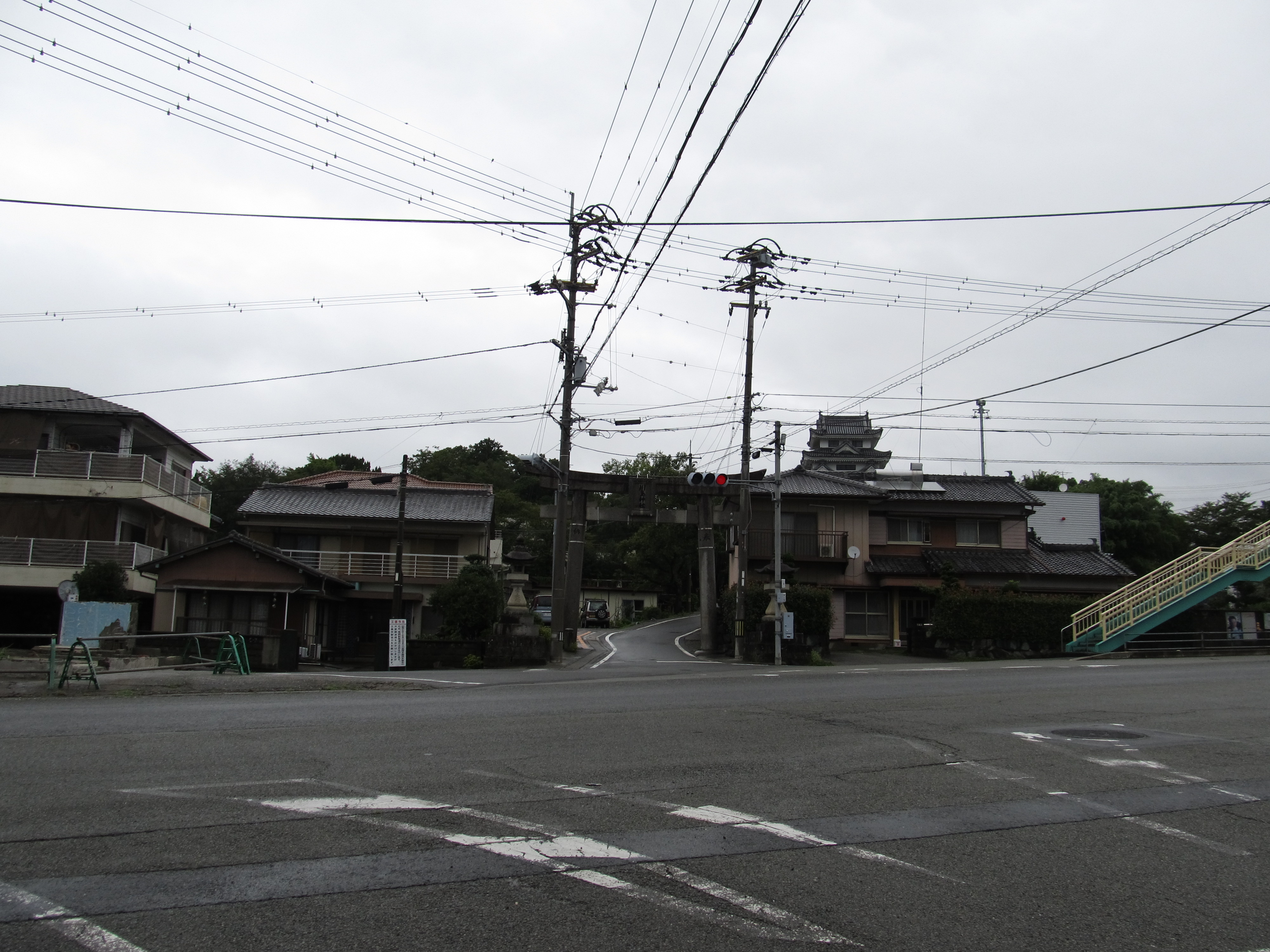
終点・国道192号城山交差点

### 通過する自治体
- 香川県
  - さぬき市
  - 東かがわ市
- 徳島県
  - 阿波市
  - 吉野川市
  - 阿波市
  - 吉野川市

### 交差する道路
- さぬき市
  - 国道11号（津田町鶴羽（西町交差点、起点）
  - 香川県道10号高松長尾大内線（大川町富田中・富田東交差点）
  - 香川県道10号高松長尾大内線（大川町田面・田面交差点）
  - 香川県道264号田面富田西線（大川町田面）
- 東かがわ市
  - 国道377号（五名）
- 阿波市
  - 徳島県道246号仁賀木山瀬停車場線（市場町犬墓）
  - 徳島県道246号仁賀木山瀬停車場線（市場町上喜来）
  - 徳島県道139号船戸切幡上板線（市場町市場）
  - 徳島県道12号鳴門池田線（阿波町平川原北・日開谷橋東詰）
  - 徳島県道125号市場学停車場線（市場町香美）
  - 徳島県道125号市場学停車場線（市場町香美）
  - 徳島県道12号鳴門池田線（市場町香美）
  - 徳島県道138号香美吉野線（市場町香美）
  - 徳島県道138号香美吉野線（市場町香美）
  - 徳島県道237号切幡川島線（阿波市・川島潜水橋）
- 吉野川市
  - 徳島県道237号切幡川島線（川島町川島）
  - 国道192号・徳島県道156号阿波川島停車場線（徳島県道244号山川川島線重複）（川島町川島・城山交差点、終点）

## ギャラリー

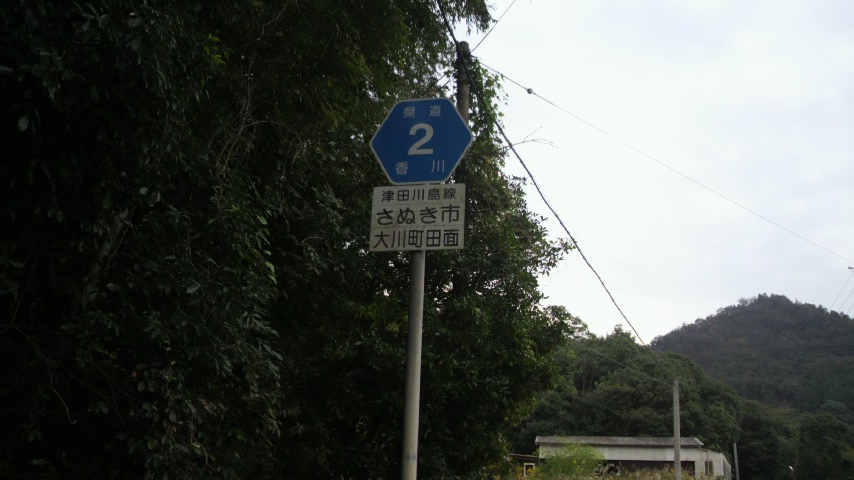
県道標識（香川県側） （香川県さぬき市大川町田面）
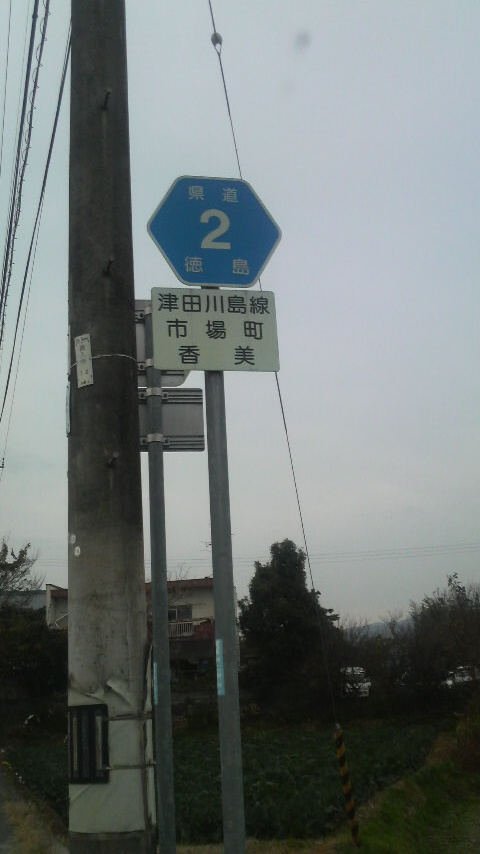
県道標識（徳島県側） （徳島県阿波市市場町香美）